# Emily Fares Ibrahim
Emily Fares Ibrahim, född 1914, död 2011, var en libanesisk feminist. Hon räknas som en av pionjärerna i den libanesiska kvinnorörelsen. Hon är känd för sin framgångsrika kampanj för rösträtt för kvinnor i Libanon, och för att hon 1953 blev den första kvinnan att (utan framgång) ställa upp i valet efter införandet av rösträtten. 